# أوقستي لورو
أوقستي لورو (بالفرنسية: Auguste Leroux)‏ هو رسام ورسام توضيحي فرنسي، ولد في 14 أبريل 1871 في الدائرة الثالثة في باريس في فرنسا، وتوفي في 26 مارس 1954 في باريس في فرنسا.